# Jordan Marié
Jordan Marié (Épinal, 29 de setembro de 1991) é um futebolista profissional francês que atua como meia. Atualmente, joga no Dijon.

## Carreira
Jordan Marié começou a carreira no Dijon.